# WVA
WVA, WV A o KV A (acrónimo en inglés de "West Valley A"), es una pequeña tumba egipcia de escalera, con una pequeña cámara, situada en el uadi principal del denominado Valle Occidental del Valle de los Reyes. Se considera asociada a la tumba WV22, de Amenhotep III, localizada a 60 m al sur de su entrada.
En la WVA se encontraron ostraca de piedra caliza, ánforas de vino y fragmentos de cerámica, algunas pintadas de azul y con inscripciones hieráticas con las fechas de los años 32 y 37 de Amenhotep III.
Aunque se desconoce a ciencia cierta, lo más probable es que su construcción fuese contemporánea con la WV22 o anterior. Por los objetos hallados en la WVA, parece que fue usada inicialmente como câmara de almacenamiento para los rituales funerarios que se producirían en la citada tumba de Amenhotep III. 